# Serhij Litowtschenko (Fußballspieler, 1987)
Serhij Serhijowytsch Litowtschenko (ukrainisch Сергій Сергійович Літовченко, wiss. Transliteration Serhij Serhijovyč Litovčenko; * 4. Oktober 1987 in Charkiw) ist ein ukrainischer Fußballspieler auf der Position eines Torwarts.

## Karriere
Litowtschenkos erster Profiklub war Arsenal Charkiw. Danach spielte er in der Premjer-Liha und unterschrieb dann einen Vertrag bei Wolyn Luzk in der Premjer-Liha. Sein Premier-League-Debüt gab er am 6. August 2012 als Einwechselspieler in der zweiten Halbzeit gegen Schachtar Donezk.

## Ehrungen
Dinamo Tbilisi
- Erovnuli Liga: 2019